# Campeonato Mundial de Natação em Piscina Curta de 2022 - 200 m peito masculino
A prova dos 200 metros nado peito masculino do Campeonato Mundial de Natação em Piscina Curta de 2022 foi disputada no dia 16 de dezembro de 2022, no Melbourne Sports and Aquatics Centre, em Melbourne, na Austrália.

## Recordes
Antes desta competição, os recordes mundiais e do campeonato nesta prova eram os seguintes:
|                       | Nome           | Nacionalidade | Tempo   | Local    | Data                   |
| --------------------- | -------------- | ------------- | ------- | -------- | ---------------------- |
| Recorde mundial       | Kirill Prigoda | Rússia        | 2:00.16 | Hangzhou | 13 de dezembro de 2018 |
| Recorde do campeonato | Kirill Prigoda | Rússia        | 2:00.16 | Hangzhou | 13 de dezembro de 2018 |

## Medalhistas
| Ouro             | Prata          | Bronze            |
| Daiya Seto (JPN) | Nic Fink (USA) | Qin Haiyang (CHN) |

## Cronograma
Todos os horários são locais (UTC+11). 
| Data           | Hora  | Evento        |
| -------------- | ----- | ------------- |
| 16 de dezembro | 11:39 | Eliminatórias |
| 16 de dezembro | 19:51 | Final         |

## Resultados

### Eliminatórias
As eliminatórias ocorreram no dia 16 de dezembro com início às 11:39.
| Colocação | Bateria | Raia | Nadador               | Nacionalidade            | Tempo   | Notas            |
| --------- | ------- | ---- | --------------------- | ------------------------ | ------- | ---------------- |
| 1         | 5       | 4    | Daiya Seto            | Japão                    | 2:02.43 | Q                |
| 2         | 5       | 5    | Nic Fink              | Estados Unidos           | 2:02.75 | Q                |
| 3         | 4       | 4    | Ippei Watanabe        | Japão                    | 2:03.64 | Q                |
| 4         | 4       | 5    | Qin Haiyang           | China                    | 2:03.81 | Q                |
| 5         | 3       | 6    | Antoine Viquerat      | França                   | 2:03.93 | Q,               |
| 6         | 3       | 4    | Erik Persson          | Suécia                   | 2:04.01 | Q                |
| 7         | 5       | 6    | Marco Koch            | Alemanha                 | 2:04.08 | Q                |
| 8         | 3       | 5    | Caio Pumputis         | Brasil                   | 2:04.37 | Q                |
| 9         | 4       | 6    | Matěj Zábojník        | Chéquia                  | 2:04.57 | Recorde nacional |
| 10        | 5       | 3    | Anton McKee           | Islândia                 | 2:04.99 |                  |
| 11        | 4       | 3    | Caspar Corbeau        | Países Baixos            | 2:05.14 |                  |
| 12        | 3       | 3    | Charlie Swanson       | Estados Unidos           | 2:05.51 |                  |
| 13        | 2       | 3    | James Dergousoff      | Canadá                   | 2:06.17 |                  |
| 14        | 4       | 1    | Adam Chillingworth    | Hong Kong                | 2:06.46 | Recorde nacional |
| 15        | 4       | 2    | Denis Petrashov       | Quirguistão              | 2:06.62 |                  |
| 16        | 5       | 8    | David Schlicht        | Austrália                | 2:06.72 |                  |
| 17        | 5       | 1    | Berkay Ogretir        | Turquia                  | 2:07.12 |                  |
| 18        | 1       | 4    | Adam Peaty            | Reino Unido              | 2:07.31 |                  |
| 19        | 3       | 8    | Maximillian Ang       | Singapura                | 2:08.12 | Recorde nacional |
| 20        | 4       | 8    | Josh Gilbert          | Nova Zelândia            | 2:08.27 |                  |
| 21        | 5       | 2    | Andrius Sidlauskas    | Lituânia                 | 2:08.69 |                  |
| 22        | 3       | 1    | Christoffer Haarsaker | Noruega                  | 2:08.80 |                  |
| 23        | 2       | 1    | Jorge Murillo         | Colômbia                 | 2:08.91 |                  |
| 24        | 2       | 2    | Kian Keylock          | África do Sul            | 2:11.20 |                  |
| 25        | 2       | 5    | Daniils Bobrovs       | Letônia                  | 2:11.37 |                  |
| 26        | 2       | 8    | Cai Bing-rong         | Taipé Chinesa            | 2:11.66 |                  |
| 27        | 2       | 7    | Adriel Sanes          | Ilhas Virgens Americanas | 2:12.69 |                  |
| 28        | 2       | 4    | Jonathan Cook         | Filipinas                | 2:12.91 |                  |
| 29        | 1       | 5    | Liam Davis            | Zimbabwe                 | 2:13.99 |                  |
| 30        | 1       | 3    | Mohammed Al-Maher     | Arábia Saudita           | DSQ     | DSQ              |
| 30        | 3       | 2    | Carl Aitkaci          | França                   | DSQ     | DSQ              |
| 30        | 3       | 7    | Tomáš Klobučník       | Eslováquia               | DSQ     | DSQ              |
| 30        | 2       | 6    | Constantin Malachi    | Moldávia                 | DNS     | DNS              |
| 30        | 4       | 7    | Carles Coll           | Espanha                  | DNS     | DNS              |
| 30        | 5       | 7    | Sun Jiajun            | China                    | DNS     | DNS              |

### Final
A final foi realizada no dia 16 de dezembro com início às 19:51.
| Colocação         | Raia | Nadador          | Nacionalidade  | Tempo   | Notas              |
| ----------------- | ---- | ---------------- | -------------- | ------- | ------------------ |
| Medalha de ouro   | 4    | Daiya Seto       | Japão          | 2:00.35 | Recorde asiático   |
| Medalha de prata  | 5    | Nic Fink         | Estados Unidos | 2:01.60 | Recorde da América |
| Medalha de bronze | 6    | Qin Haiyang      | China          | 2:02.22 |                    |
| 4                 | 3    | Ippei Watanabe   | Japão          | 2:02.53 |                    |
| 5                 | 7    | Erik Persson     | Suécia         | 2:03.19 |                    |
| 6                 | 2    | Antoine Viquerat | França         | 2:03.33 | Recorde nacional   |
| 7                 | 1    | Marco Koch       | Alemanha       | 2:05.01 |                    |
| 8                 | 8    | Caio Pumputis    | Brasil         | DSQ     | DSQ                |

Legenda
| Recorde mundial       | Recorde mundial (World record)               |                       | Recorde africano                      | Recorde africano (African) |                                           | Q | Classificado por posição (Qualified) |
| Recorde do campeonato | Recorde do campeonato (Championship record)  | Recorde da América    | Recorde da América (Americas)         | q                          | Classificado por melhor tempo (Qualified) |   |                                      |
| Melhor marca do ano   | Melhor marca do ano (World leading)          | Recorde asiático      | Recorde asiático (Asian)              | DNS                        | Não largou (Did not start)                |   |                                      |
| Recorde nacional      | Recorde nacional (National record)           | Recorde europeu       | Recorde europeu (European)            | DNF                        | Não terminou (Did not finish)             |   |                                      |
| Recorde pessoal       | Recorde pessoal do atleta (Personal best)    | Recorde da Oceania    | Recorde da Oceania (Oceania)          | DSQ / DQ                   | Desclassificado (Disqualified)            |   |                                      |
| Recorde da temporada  | Recorde da temporada do atleta (Season best) | Recorde sul-americano | Recorde sul-americano (South America) | NM                         | Sem marca (No mark)                       |   |                                      |